# Bertby, Nurmijärvi

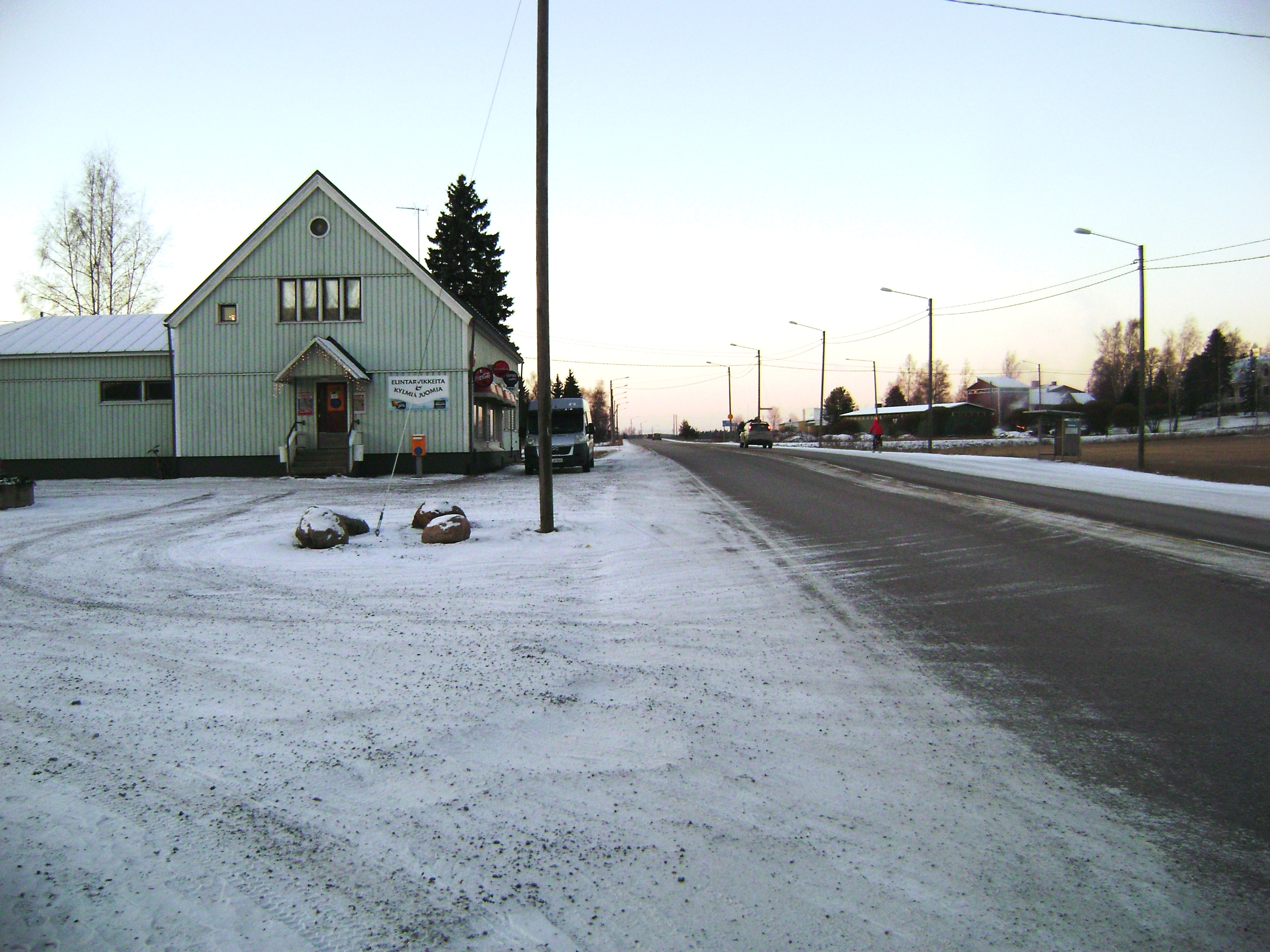
Bertbys kiosk mitt i byn.

Bertby (finska: Perttula) är en by i Nurmijärvi kommun i Nyland. Nurmijärvis största by Klövskog ligger åtta kilometer sydost om Bertby. Nära Bertby fanns en sjö som hette Kuhajärvi, sjön tömdes i början av 1900-talet.
Den Finlandssvenske klarinettisten, tonsättaren och översättaren Bernhard Crusell bodde som ung i Bertby.